# XIV століття до н. е.
14 століття до н. е. — період від 1400 до 1301 років.

## Події
- 1397 до н. е. — Пандіон I, легендарний афінський цар, помирає після 40 років правління, а його спадкоємцем стає син Ерехтей II з Афін.
- 1390 до н. е. — У Месопотамії як окрема сила з'являються ассирійці.
- 1385 до н. е. — Фараон Аменхотеп III з Єгипту одружується з Тією, його головною дружиною.
- 1380 до н. е. — Фараон Аменхотеп III з'єднує Ніл та Червоне море за допомогою каналу.
- 1372 до н. е. — Хетти повністю завоювують державу Мітанні на захід від Євфрату.
- 1357 до н. е. — Схоронена данська дівчинка з Егтведа.
- 1347 до н. е. — Афінський цар Ерехтей II, згідно з легендою, вбитий блискавкою після 50 років правління, а його спадкомцем стає Кекропос II.
- 1346 до н. е. — Єгипетський фараон Аменхотеп IV розпочинає культ Атена та побудову Амарни, що має стати його новою столицею.
- 1345 до н. е. — Єгипетський фараон Аменхотеп IV іменує себе Ехнатон.
- 1336 до н. е. — Фараон Ехнатон проголошує Сменхкаре спів-правителем.
- прибл. 1334 до н. е. — Тутанхатон стає єгипетським фараоном і одружується з Анхесенпаатен, дочкою і жінкою Ехнатона.
- 1331 до н. е. — Фараон Тутанхатон перейменовує себе в Тутанхамона і покидає Амарну, повертаючи столицю у Фіви.
- 1324 до н. е. — Єгипетським фараоном короновано Ай.
- 1320 до н. е. — Єгипет: кінець XVIII династії, початок XIX династії.
- бл. 1310 до н. е. — Написана Бхагавадгіта, відповідно до деяких індуїстських переказів.